# 君は私の春
『君は私の春』（きみはわたしのはる、朝: 너는 나의 봄）は2021年7月5日から8月24日まで放送された大韓民国のテレビドラマである。日本では、Netflixにて配信された。

## あらすじ
それぞれが7歳の心を抱いたまま“大人”として生きていく彼らが、殺人事件が発生したビルに集まったことから繰り広げられる物語。

## 出演

### 主要人物
カン・ダジョン：ソ・ヒョンジン
ホテルのコンシェルジュマネージャー。
チュ・ヨンド：キム・ドンウク
精神科医師。
チェ・ジュン：ユン・バク
投資会社の代表。
アン・ガヨン：ナム・ギュリ
最愛の恋人であったマネージャーにひどく扱われ、利用されてから、また誰かを愛するのが怖くなった女優。

### 周辺人物
パク・ウナ：キム・イェウォン
ダジョンの親友。カフェを経営している。

## 視聴率
| 2021年 | 2021年  | 2021年           | 2021年           |
| 回送   | 放送日  | AGB視聴率        | AGB視聴率        |
| 回送   | 放送日  | 大韓民国（全国） | ソウル（首都圏） |
| ------ | ------- | ---------------- | ---------------- |
| 第1回  | 7月5日  | 3.390％          | 3.560％          |
| 第2回  | 7月6日  | 2.958％          | 2.961％          |
| 第3回  | 7月12日 | 2.665％          | 2.702％          |
| 第4回  | 7月13日 | 3.065％          | 3.620％          |
| 第5回  | 7月19日 | 2.120％          | 2.064％          |
| 第6回  | 7月20日 | 2.373％          | 2.638％          |
| 第7回  | 7月26日 | 2.068％          | 2.340％          |
| 第8回  | 7月27日 | 1.989％          | 2.141％          |
| 第9回  | 8月2日  | 1.941％          | 2.162％          |
| 第10回 | 8月3日  | 2.372％          | 2.540％          |
| 第11回 | 8月9日  | 1.940％          | 2.084％          |
| 第12回 | 8月10日 | 2.014％          | 2.350％          |
| 第13回 | 8月16日 | 1.860％          | 1.782％          |
| 第14回 | 8月17日 | 1.916％          | 1.863％          |
| 第15回 | 8月23日 | 1.767％          | 1.917％          |
| 第16回 | 8月24日 | 2.387％          | 2.438％          |